# Ape vs. Monster
Pour plus de détails, voir Fiche technique et Distribution.
Ape vs. Monster est un film de monstre de science-fiction américain, produit par The Asylum, sorti en 2021. Dans la tradition de nombreux films du studio, il s’agit d’un mockbuster de Godzilla vs Kong, avec une certaine ressemblance avec Rampage : Hors de contrôle,. Le film est sorti le 30 avril 2021.

## Synopsis
Une capsule spatiale s’écrase sur Terre près de Roswell, au Nouveau-Mexique. Le Dr Linda Murphy, qui relève du conseiller à la sécurité nationale Ethan Marcos, prend le contrôle de l’enquête. L’engin provient d’ELBE, un programme spatial secret américano-soviétique qui visait à mettre fin à la guerre froide en établissant un premier contact commun. Le père de Linda, Noah, était le scientifique principal du projet, mais ils se sont éloignés quand Noah a envoyé dans l’espace, en tant que pilote de la capsule, Abraham, un chimpanzé avec lequel la jeune Linda s’était liée d’amitié. La mission a été déclarée un échec lorsque la Terre a perdu le contact avec l’engin en 2007. Marcos ordonne à Linda d’enquêter sur le site avant que les Russes n’apprennent le retour de la capsule.
Linda et son ami, le sous-secrétaire Reynolds, emmènent une équipe sur le site de l’accident. Ils découvrent que l’occupant de la capsule a éclaté après l’atterrissage et que la capsule est recouverte d’un étrange fluide vert. Abraham, ayant grandi jusqu’à atteindre plusieurs fois sa taille d’origine, apparaît et tue Reynolds et les soldats. Linda trébuche et perd connaissance, mais elle voit une autre équipe, dirigée par son ancienne camarade de classe et agent russe Eva Kuleshov, arriver et tranquilliser Abraham. Inaperçu des humains, un monstre de Gila consomme une partie du liquide sur le site. 
Au Centre de recherche Langley, Abraham est confiné pendant que Linda, Eva et une équipe de scientifiques tentent de comprendre sa mutation. De retour sur le site de l’accident, un groupe de soldats laissés pour garder la capsule sont tués par le gigantesque monstre de Gila, qui a muté. Marcos envoie Linda et son assistant Jones à la poursuite de la créature. Pendant ce temps, Eva découvre que la substance extraterrestre se décompose dans l’atmosphère terrestre, ce qui l’amène à faire injecter secrètement toute la réserve restante à Abraham pour le stabiliser. Linda et Jones voient le monstre de Gila détruire un pont et un train de voyageurs avant de se diriger sous terre.
Abraham grandit encore plus et s’échappe de Langley. Linda, étonnée par sa mutation soudaine, rencontre Marcos et Eva. Eva mentionne des rumeurs selon lesquelles Abraham aurait détruit l’Initiative de défense extraterrestre, un successeur de l’Initiative de défense stratégique. On constate qu’Abraham a inhalé la substance au fil du temps dans la capsule, tandis que le monstre de Gila l’a directement consommée. Le général Delaney, successeur de Reynolds, ordonne à l’équipe de trouver les monstres dès que possible. Ils traquent Abraham jusqu’à Huntington, en Virginie-Occidentale. Dans le sang qu’il a laissé derrière lui, Linda découvre la substance qui se décompose, forçant Eva à admettre sa tromperie. Linda retire Eva de l’équipe et rejoint un groupe de soldats des forces spéciales qui affrontent Abraham, mais les hommes sont tous tués et Abraham s’enfuit. Eva disparaît avec un hélicoptère Apache.
De retour à Langley, Linda et Jones découvrent que des faisceaux d’énergie cosmique transmis par la galaxie d'Andromède contrôlent à distance les deux monstres via la substance dans leur corps. Le télescope spatial Hubble découvre un vaisseau extraterrestre s’approchant de la Terre, forçant Marcos à appeler Noah pour lui demander de l’aide. Linda découvre qu’Abraham peut être capable de résister au contrôle des extraterrestres. Linda, Jones et Noah prévoient de brouiller le signal extraterrestre à l’aide d’un émetteur. L’émetteur est attaché au Washington Monument peu de temps avant qu’Abraham n’arrive dans la ville, guidé là pour décapiter le gouvernement américain en préparation d’une invasion extraterrestre à grande échelle. Le brouillage le libère rapidement du signal extraterrestre, mais le monstre de Gila n’est pas affecté et survient pour causer des ravages. Bien qu’Abraham ne soit plus une menace, Delaney ordonne une frappe de missile sur lui. Cela provoque accidentellement la chute du Washington Monument, tuant Delaney et détruisant l’émetteur, ce qui permet ainsi aux extraterrestres de reprendre le contrôle d’Abraham.
Noah, s’étant réconcilié avec Linda, lui révèle l’existence d’un prototype d’émetteur stocké dans une camionnette dans la ville, et il envoie Linda et Jones le récupérer. Ils trouvent l’émetteur, mais Jones est tuée par le monstre de Gila avant qu’elle ne puisse le réparer. Lors de son activation, Abraham est à nouveau libéré du signal extraterrestre, et il combat le monstre de Gila pour protéger Linda. Le monstre de Gila prend le dessus et mord le cou d’Abraham, mais Eva apparaît et se sacrifie en faisant s’écraser son hélicoptère sur le monstre de Gila. Abraham reprend le dessus et bat le monstre de Gila, le frappant plusieurs fois avant de le tuer en lui brisant le cou. Marcos envoie des hélicoptères de combat pour éliminer Abraham, mais il change d’avis et décide de suivre la confiance que Linda a envers Abraham, annulant l’attaque à la dernière minute.
Dans la foulée, le vaisseau extraterrestre se retire de la Terre, tandis que l’énergie du monstre de Gila vaincu est entièrement neutralisée. Abraham est envoyé dans un site à l’extérieur de Santa Fe, au Nouveau-Mexique, où il peut vivre en paix. Marcos donne à Linda le droit exclusif de l’étudier, et elle accepte l’offre de Noah de la rejoindre.

## Distribution
- Eric Roberts : le conseiller à la sécurité nationale Ethan Marcos
- Arianna Scott : Dr Linda Murphy
- Katie Sereika : Eva Kuleshov
- Shayne Hartigan : Lab Tech Jones / Blair
- Rudy Bentz : Noah Murphy
- Sir Gregory Salonis : St. Peterson / Harker
- R.J. Wagner : Général Delaney

## Versions
Ape vs. Monster est sorti en vidéo à la demande le 30 avril 2021,. Une sortie en DVD par Greenfield Media a suivi le 27 septembre 2021. Le film n’est sorti en Blu-ray qu’en Allemagne.

## Accueil

### Réception critique
Ape vs. Monster a été généralement mal reçu, recevant 2,1 étoiles sur 10 sur l'Internet Movie Database.
Sur Rotten Tomatoes, il a obtenu le score d’audience de 14%.